# Chiesa di San Giovanni Battista (Patù)

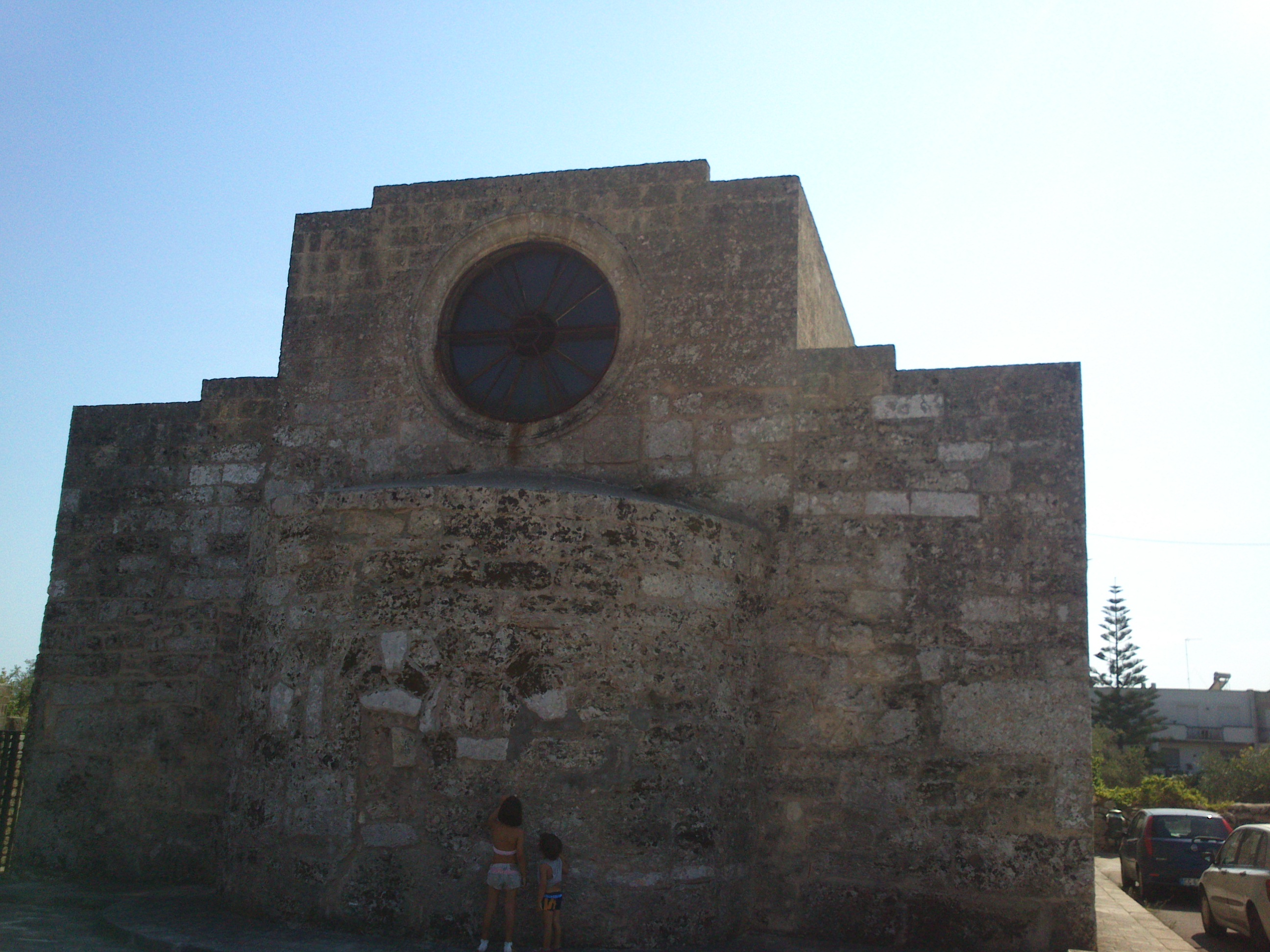
Chiesa di San Giovanni Battista - Abside

La chiesa di San Giovanni Battista è una chiesa del VI secolo, nell'attuale comune di Patù, in provincia di Lecce, situata davanti all'antico monumento funebre di Centopietre.

## Storia
Nella Historia della Città de Leuche, e cioè Santa Maria di Leuca, scritta da un anonimo e pubblicato a Padova nel 1588, si riporta che la costruzione della chiesa è avvenuta a seguito degli eventi relativi alla battaglia a Campo Re, vicino a Patù. In questa località, Carlo Magno avrebbe sconfitto i Saraceni che avevano occupato l'antica Vereto. Allo stesso episodio viene attribuita, nel documento appena citato, anche l'erezione del monumento funebre antistante detto delle Centopietre.

## Descrizione
L'edificio, a pianta basilicale, è costruito, nella sua parte originale, con megaliti di pietra calcarenitica (tufo).
La facciata doveva originariamente presentarsi con un basso tetto a spiovente a capriate lignee, l'attuale portale architravato sormontato da un arco di scarico e da un'ampia bifora, mentre la parte retrostante presentava solo l'attuale abside bassa e profonda. La struttura dell'edificio doveva perciò essere simile a quella della vicina chiesa di Sant'Eufemia a Specchia.
L'interno è a tre navate, divise da pilastri a sezione rettangolare che sostengono archi a tutto sesto. Sopra le arcate vi sono monofore che originariamente dovevano dar luce all'ambiente.
L'edificio è stato più volte rimaneggiato nel corso dei secoli e integrato con una terminazione superiore a terrazze digradanti dei tetti (che si può ancora riconoscere dalle forme diverse dei conci utilizzati nelle parti superiori delle pareti), con una volte a botte lunettata al di sopra della navata centrale, con volte rampanti sulle navate laterali e con un grande occhio al di sopra dell'abside.
Sulle pareti interne, rimangono tracce di affreschi, forse raffiguranti San Giovanni Battista.
A sinistra di chi entra, è conservato nella sua originaria posizione, un basamento di una statua iscritto di origine romana, probabilmente proveniente dal sito di Vereto, eretta dai genitori a ricordo del figlio morto. Il basamento è costituito da un alto zoccolo e da un coronamento. Sul piano superiore si conservano gli incavi d'orma per i piedi della scultura.